# Macrosteles galeae
Macrosteles galeae är en insektsart som beskrevs av Hamilton. Macrosteles galeae ingår i släktet Macrosteles och familjen dvärgstritar. Inga underarter finns listade i Catalogue of Life.